# Gare de Ceilhes - Roqueredonde
La gare de Ceilhes - Roqueredonde est une gare ferroviaire française de la ligne de Béziers à Neussargues, située au lieu-dit Le Mas Neuf sur le territoire de la commune de Roqueredonde, près de Ceilhes-et-Rocozels, dans le département de l'Hérault en région Occitanie. 
C'est une halte voyageurs de la Société nationale des chemins de fer français (SNCF), desservie par des trains grandes lignes Intercités et TER Occitanie.

## Situation ferroviaire
Établie à 463 mètres d'altitude, la gare de Ceilhes - Roqueredonde est située au point kilométrique (PK) 495,311 de la ligne de Béziers à Neussargues, entre les gares des Cabrils et de Montpaon.
Gare d'évitement, elle dispose d'une deuxième voie pour le croisement des trains sur cette ligne à voie unique.

## Histoire

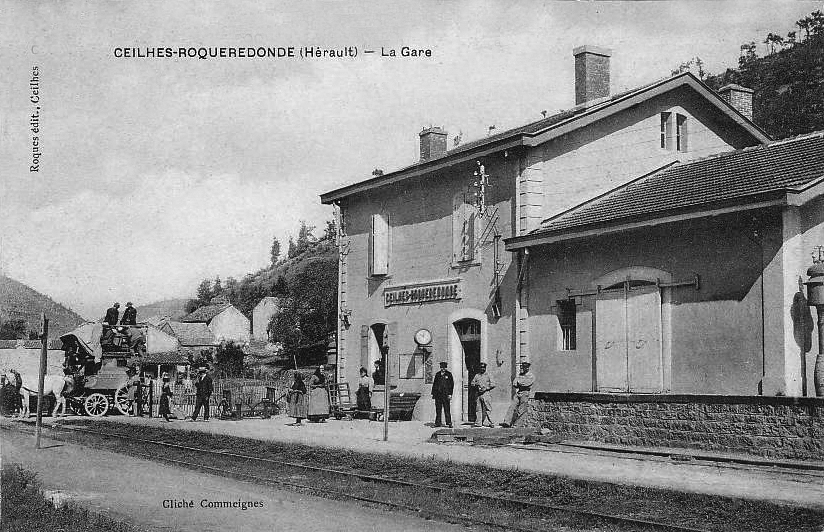
La gare vers 1900.

En 2014, c'est une gare voyageurs d'intérêt local (catégorie C : moins de 100 000 voyageurs par an de 2010 à 2011), qui dispose de deux quais, dont un central, et un abri.

## Fréquentation
De 2015 à 2023, selon les estimations de la SNCF, la fréquentation annuelle de la gare s'élève aux nombres indiqués dans le tableau ci-dessous.
| Année           | 2015  | 2016  | 2017  | 2018  | 2019 | 2020 | 2021 | 2022  | 2023  |
| --------------- | ----- | ----- | ----- | ----- | ---- | ---- | ---- | ----- | ----- |
| Voyageurs seuls | 6 476 | 5 741 | 5 297 | 2 287 | 359  | 674  | 839  | 1 256 | 2 012 |

## Service des voyageurs

### Accueil
Halte SNCF, c'est un point d'arrêt non géré (PANG) à entrée libre.

### Desserte
Ceilhes - Roqueredonde est desservie par des trains Intercités de la relation Béziers - Clermont-Ferrand et des trains TER Occitanie de la relation Béziers - Saint-Chély-d'Apcher, ou Millau (ligne 10).

### Intermodalité
Un parking pour les véhicules est aménagé.

## Patrimoine ferroviaire
L'ancien bâtiment voyageurs et sa halle sont réaffectés en propriété privée.